# За далекими морями
За далекими морями — шведсько-данський анімаційний фільм 2014 року режисера Есбен Тофт Якобсена.

## Про фільм
Тривалість: 78 хв.
Країна: Данія, Швеція
Студія: Copenhagen Bombay
Режисер: Есбен Тофт Якобсен
Актори: Едвін Рідінг, Тува Новотни, Густаф Хаммарстен, Леннарт Якель, Сіселла Кайл, Лейф Андре, Сёс Егелінд, Ларс Брігманн, Флеммінг Квіст Мюллер

## Стислий опис
Подорожуючи морем зі своїм батьком, у пошуках пригод і безтурботного життя, зайченя Йохан почувалося чудово. Та несподівано все змінюється: одного разу, залишившись наодинці, поки тато був на березі, Йохан чує по радіо, що з'явився шанс врятувати зниклу маму. Маленькому сміливцю доведеться подолати важкий шлях, оскільки вона знаходиться у царстві за далекими морями, де править Король Пір'їн. Йохан вирушає у землі, звідки мало хто повертається. Зайченя наважується на випробування, яке під силу не кожному, воно виховує в ньому справжнього героя та вчить приймати дорослі рішення.